# Ninox odiosa
La lechuza gavilana de Nueva Bretaña o nínox de Nueva Bretaña (Ninox odiosa) es una especie de ave estrigiforme de la familia Strigidae endémica de Nueva Bretaña, la mayor isla del archipiélago Bismarck en Papúa Nueva Guinea.

## Descripción
El nínox de Nueva Guinea es un búho de pequeño tamaño que alcanza hasta los 22 cm de largo. Su plumaje es principalmente pardo oscuro con un ligero moteado claro en las partes superiores y un denso veteado blanco en el vientre. Además presenta listas superciliares y garganta blancas. Su disco facial es pardo y sus ojos de color amarillo.
Su llamada es una serie repetida de "juu"s, que empiezan bajos y van subiendo de tono y frecuencia.

## Distribución y hábitat
Esta especie se encuentra en los bosques de las zonas altas y montes de Nueva Bretaña, en altitudes hasta los 1200 m sobre el nivel del mar. En su isla es bastante común y de hábitos nocturnos. Descansa durante el día solo o en parejas en las ramas de los árboles en alturas medias y altas del dosel del bosque. Se alimenta principalmente de insectos y pequeños mamíferos.

## Conservación
El nínox de Nueva Bretaña se encuentra amenazado por la degradación y deforestación de la selvas húmedas en las que habita para ser convertidas en plantaciones de palma aceitera. Se estima que su población está entre los 15.000 a 30.000 individuos. Al ser su área de distribución inferior a los 30000 km² se considera una especie vulnerable.